# Craig Colony for Epileptics

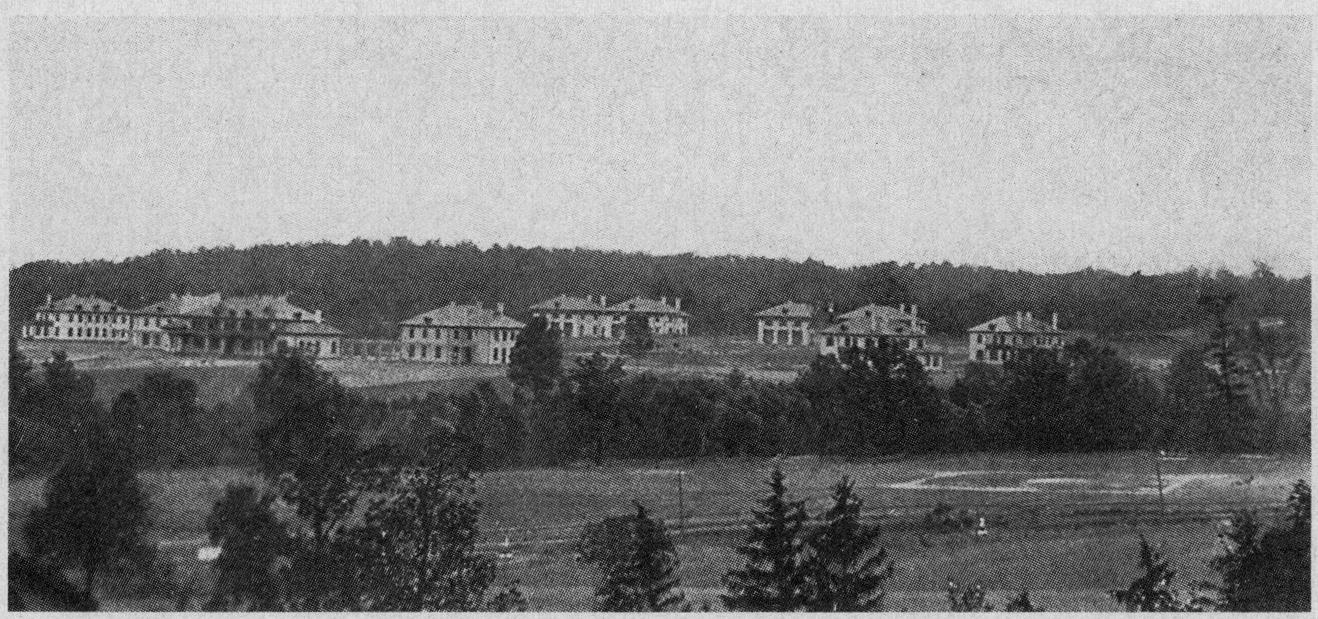
Craig Colony for Epileptics, około 1900 roku. Na horyzoncie widoczne zabudowania kobiet, pośrodku wąwóz Cashqua Creek który, w zamyśle Williama P. Letchwortha, miał zapobiegać małżeństwom między epileptykami

Craig Colony for Epileptics – nieistniejąca już kolonia chorych na padaczkę, zlokalizowana w Sonyea, w hrabstwie Livingston, stanie Nowy Jork, założona w 1894 roku. Nazwa honorowała zmarłego Oscara Craiga, przewodniczącego State Board of Charities, za którego kadencji otwarto kolonię. Komisarzem SBoC był William P. Letchworth, filantrop i epileptolog. Pierwszy pacjent został przyjęty w Sonyea w styczniu 1896 roku. W ciągu pierwszego dwudziestopięciolecia działalności kolonii pracowali w niej m.in. Frederick Peterson, Roswell Park, William P. Spratling, James Frederick Munson i Bronislaw Onuf-Onufrowicz. Craig Colony była jednym z pierwszych tego typu ośrodków w Ameryce (pierwszeństwo należy do Ohio State Asylum for Epileptics and Epileptic Insane, założonej w 1869 roku). W 1911 roku liczyła 1401 pacjentów. Peterson w 1898 roku szacował populację epileptyków stanu Nowy Jork na 12000
Zadaniem ośrodka w Sonyea była hospitalizacja chorych na padaczkę obywateli stanu Nowy Jork. Pacjenci pracowali na utrzymanie kolonii; m.in. mężczyźni prowadzili cegielnię. Oferowano liczne zajęcia w czasie wolnym. Z działalności Craig Colony zdawano coroczne raporty. Ośrodek podlegał New York State Department of Mental Hygiene.
W latach 90. zabudowania dawnej Craig Colony przeznaczono na stanowe więzienie o średnim rygorze.